# Emelie Nyman-Wänseth
Emelie Nyman-Wänseth (* 8. Mai 1998) ist eine schwedische Dreispringerin und Siebenkämpferin.

## Sportliche Laufbahn
Erste internationale Erfahrungen sammelte Emelie Nyman-Wänseth bei den Jugendweltmeisterschaften 2015 in Cali, bei denen sie im Siebenkampf mit 5623 Punkten den neunten Platz belegte. Zwei Jahre später nahm sie an den U20-Europameisterschaften in Grosseto teil, konnte dort ihren Wettkampf aber nicht beenden. 2019 erreichte sie bei den U23-Europameisterschaften im heimischen Gävle mit einer Weite von 13,49 m den sechsten Platz.
2018 und 2019 wurde Nyman-Wänseth schwedische Meisterin im Dreisprung im Freien sowie 2018 auch in der Halle.

## Persönliche Bestleistungen
- Dreisprung: 13,53 m (+0,9 m/s), 25. August 2019 in Stockholm
  - Dreisprung (Halle): 13,16 m, 17. Februar 2019 in Norrköping
- Siebenkampf: 5328 Punkte, 9. Juni 2019 in Uppsala
  - Fünfkampf (Halle): 3574 Punkte, 9. Januar 2016 in Sätra